# Parlamentswahl in Åland 2011
- SOC: 6
- C: 7
- LIB: 6
- M: 4
- ObS: 4
- ÅF: 3

Die Parlamentswahl in Åland 2011 fand am 16. Oktober 2011 statt.
Die Wahl brachte der bislang stärksten Kraft im Landtag von Åland, den Liberalen unter Viveka Eriksson, erhebliche Stimmenverluste. Das von Harry Jansson geführte Zentrum verlor ebenfalls leicht, wurde aber nun vor den Liberalen stärkste Partei. Die Sozialdemokraten und die Moderaten fuhren die größten Gewinne ein.
Nach der Wahl wurde die Anführerin der Sozialdemokraten, Camilla Gunell, neue Chefin der Regierung Ålands.

## Wahlsystem
Die Wahl der 30 Mitglieder des Lagting erfolgte durch Verhältniswahlrecht, wobei die Sitze nach den D’Hondt-Verfahren ermittelt wurden.

## Parteien
Sechs Parteien sowie eine Wählervereinigung traten zur Wahl an.
Folgende antretende Parteien waren bereits im Parlament vertreten:
| Partei | Partei                                                | Ausrichtung           | Spitzenkandidat   |
| ------ | ----------------------------------------------------- | --------------------- | ----------------- |
|        | Liberale auf Åland Liberalerna på Åland (LIB)         | liberal               | Viveka Eriksson   |
|        | Åländisches Zentrum Åländsk Center (C)                | sozialliberal         | Harry Jansson     |
|        | Ungebundene Sammlung Obunden Samling (ObS)            | konservativ, souverän | Gun-Mari Lindholm |
|        | Ålands Sozialdemokraten Ålands Socialdemokrater (SOC) | sozialdemokratisch    | Camilla Gunell    |
|        | Moderate auf Åland Moderaterna på Åland (M)           | liberal, konservativ  | Johan Ehn         |
|        | Ålands Zukunft Ålands Framtid (ÅF)                    | sezessionistisch      | Anders Eriksson   |

Außerdem trat die „Wählervereinigung für Henrik Appelqvist“ (Valmansförening för Henrik Appelqvist) bei der Wahl an.

## Wahlergebnis
| Partei            | Partei                                  | Stimmen | Stimmen | Stimmen | Sitze  | Sitze |
| Partei            | Partei                                  | Anzahl  | %       | +/−     | Anzahl | +/−   |
| ----------------- | --------------------------------------- | ------- | ------- | ------- | ------ | ----- |
|                   | Åländisches Zentrum (C)                 | 3.068   | 23,6    | −0,6    | 07     | −1    |
|                   | Liberale auf Åland (LIB)                | 2.630   | 20,3    | −12,3   | 06     | −4    |
|                   | Ålands Sozialdemokraten (SOC)           | 2.404   | 18,5    | +6,7    | 06     | +3    |
|                   | Moderate auf Åland (M)                  | 1.810   | 13,9    | +4,3    | 04     | +1    |
|                   | Ungebundene Sammlung (ObS)              | 1.639   | 12,6    | +0,3    | 04     | ±0    |
|                   | Ålands Zukunft (ÅF)                     | 1.286   | 9,9     | +1,6    | 03     | +1    |
|                   | Wählervereinigung für Henrik Appelqvist | 138     | 1,1     | —0      | 0      | —     |
| Gesamt            | Gesamt                                  | 12.975  | 100,0   |         | 30     |       |
| Gültige Stimmen   | Gültige Stimmen                         | 12.975  | 97,1    |         |        |       |
| Ungültige Stimmen | Ungültige Stimmen                       | 385     | 2,9     |         |        |       |
| Wahlbeteiligung   | Wahlbeteiligung                         | 13.360  | 66,9    |         |        |       |
| Wahlberechtigte   | Wahlberechtigte                         | 19.973  | 100,0   |         |        |       |
| Quelle: ÅSUB      |                                         |         |         |         |        |       |